# Republika Angielska
Republika Angielska, Rzeczpospolita Angielska (ang. Commonwealth of England) – byt państwowy obejmujący Anglię w latach 1649–1660, w którym rządy sprawował parlament (1649–1653, 1659–1660) oraz lordowie protektorzy – Oliver Cromwell (1653–1658) i Richard Cromwell (1658–1659). Rządy lordów protektorów miały charakter dyktatury, a samo państwo nosiło w ich czasie nazwę Protektoratu (the Protectorate; formalnie Commonwealth of England, Scotland and Wales). Okres istnienia Republiki zwany jest także bezkrólewiem (Interregnum).

## Historia
Od 1642 w Królestwie Anglii toczyła się wojna domowa przeciwko królowi Karolowi I. Po serii zwycięstw nad wojskami rojalistów z Izby Gmin usunięto zwolenników ugody z monarchą, a Izbę Lordów pozbawiono wszelkiej władzy. Całkowicie podległy armii parlament (tzw. kadłubowy) zwołał sąd, który w styczniu 1649 roku oskarżył Karola I o zdradę państwa, skazując go na ścięcie, czego dokonano 30 stycznia. Wkrótce po wykonaniu wyroku formalnie zlikwidowano urząd króla, a Anglię ogłoszono „wspólnotą”, „rzecząpospolitą” (Commonwealth) rządzoną przez parlament. 
W Królestwach Szkocji i Irlandii, które w czasie panowania Karola I znajdowały się w unii personalnej z Anglią, po straceniu Karola I za jego następcę uznano jego syna Karola II (w Szkocji dokonano jego koronacji). Po interwencji wojsk Cromwella, w 1652 oba kraje formalnie wcielono do republiki (faktyczny podbój Irlandii zakończył się w 1653, a inkorporacja Szkocji nastąpiła w 1657). 
Po czterech latach nieudolnych rządów Parlamentu Kadłubowego Oliver Cromwell rozpędził go, a po kilku miesiącach rozwiązał także nowo sformowany tzw. Parlament Świętych. 16 grudnia 1653 roku na mocy sporządzonej przez grupę oficerów konstytucji zwanej Instrumentem Rządzenia Cromwell przejął władzę w państwie jako lord protektor. Po śmierci Olivera Cromwella 3 września 1658 władzę przejął jego syn Richard. W następstwie jego rezygnacji, która miała miejsce 25 maja 1659, władza powróciła w ręce parlamentu, który rok później zadecydował o restauracji monarchii i wyborze na króla Karola II.